# بيقية بنغالية
البيقية البنغالية نوع نباتي يتبع جنس البيقية من الفصيلة البقولية. اسمه العلمي (باللاتينية: Vicia benghalensis).

## الموئل والانتشار
موطنها مناطق المغرب العربي وغرب حوض البحر الأبيض المتوسط وبعض مناطق جنوب أوروبا.
أدخلت إلى أماكن أخرى مثل المشرق العربي وأستراليا.

## الوصف النباتي
نبات عشبي حولي. الساق مربعة وموبرة. الورقة ريشية مركبة تنتهي بمحلاق. الوريقات موبرة ذان نتوءات على حوافها. الأزهار بنفسجية غامقة إلى خمرية (انظر الصورة). الثمرة قرن.

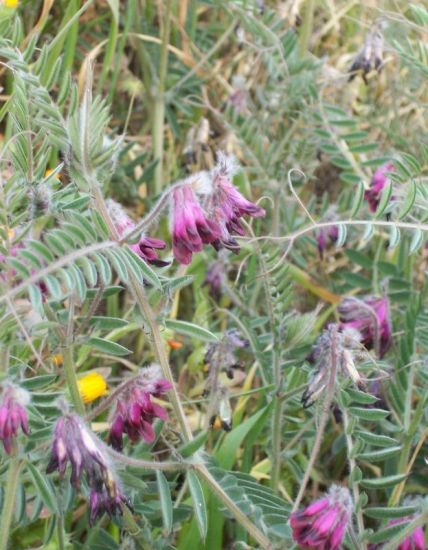
نورة البيقية البنغالية